# Willem Piso
Willem Piso (také Willem Pies; 1611 Leiden – 26. listopadu 1678 Amsterdam) byl nizozemský lékař a botanik.
Ve svých 26 letech se jako osobní lékař hraběte Jana Mořice Nasavsko-Siegenského zúčastnil mezi roky 1637 a 1644 společně s nizozemskými malíři Albertem Eckhoutem a Fransem Postem, kartografem a astronomem Georgem Marggrafem, historiografem Casparem van Baerlem a architektem Pietrem Postem vědecké a mírové expedice do Brazílie, která byla zaštiťována Nizozemskou západoindickou společností. Společně s Marggrafem vydal v roce 1648 spis o brazilské přírodě Historia Naturalis Brasiliae.
Piso je též považován za jednoho ze zakladatelů tropické medicíny. Jeho dílem jsou první důkladně vypracované zprávy o tropických nemocech, účincích různých jedů či léčivých brazilských bylin. Některé Pisem popsané léčivé rostliny nachází ještě dodnes využití v současném lékařství (např. hlavěnka dávivá).
Francouzský botanik Charles Plumier pojmenoval po přítulnice (Pisonia) z čeledi nocenkovitých.